# Location Update
Mit Location Update (deutsch Aufenthaltsaktualisierung) oder Location Update Procedure wird beim Mobilfunk die Summe der technischen Schritte bezeichnet, welche notwendig sind, um einem Mobilgerät den Zugang zu einem fremden Netz oder zu einem neuen Standort im aktuellen Netz zu ermöglichen. Mit dem Location Update wird folglich das Netz bzw. die Netzkomponenten für den neuen Standort (location) des Mobilgerätes aktualisiert (update). Obwohl der Begriff des Location Updates ursprünglich aus der GSM-Welt stammt, hat er sich auch für andere Netzstandards wie WLAN durchgesetzt.
Jedes Location Update umfasst mindestens Authentifizierung und Autorisierung des Mobilgerätes durch die lokalen Netzzugangskomponenten. Bei Mobilfunknetzen wie GSM geschieht dies z. B. durch die lokale Base Transceiver Station (BTS) und den Base Station Controller (BSC), sowie das Mobile-services Switching Centre (MSC), während bei WLAN die Authentifizierung und Autorisierung z. B. durch Access Point und Access Server durchgeführt wird. Sollen bidirektionale Verbindungen durch das Netz gewährleistet werden, wird zusätzlich eine sogenannte „Location Registration“ basierend auf dem neuen Standort durchgeführt. Bei GSM-Netzen geschieht dies z. B. durch eine Aktualisierung des Benutzerstandortes im Home Location Register (HLR), bei WLAN z. B. durch die Meldung des neuen Standortes an den Home Agent mittels Mobile IP.

## Zelluläre Mobilfunknetze
Ein zelluläres Mobilfunknetz, wie z. B. ein GSM-Netz, ist in Funkzellen eingeteilt. Die Funkzellen größerer Mobilfunknetze werden typischerweise zu Gruppen zusammengefasst, wobei eine Gruppe von Funkzellen Location Area genannt wird. Die Verwaltung einer größeren Anzahl von Location Areas wird bei GSM-Mobilfunknetzen von einem MSC übernommen. Die Location Area, in der sich ein Teilnehmer befindet, kann vom Netz als Standortinformation („location“) benutzt werden. Die aktuelle Location Area kann in einer zentralen Einheit dem jeweiligen Teilnehmer zugeordnet abgespeichert werden. Bei GSM-Netzen ist diese zentrale Einheit das Home Location Register. Befindet sich der Teilnehmer nicht im Heimnetz, wird eine Kopie dieses Teilnehmerdatensatzes auf das Visitor Location Register (VLR) des MSC, das die Location Area verwaltet, übertragen.

## Location Registration
Wechselt ein Mobilfunkteilnehmer seinen Standort in eine andere Location Area, wird ein Location Update durchgeführt. Dieser wird vom Mobilgerät, dass den Wechsel der Location Area bemerkt hat, initiiert. Nach erfolgreicher Authentifizierung und Autorisierung am neuen Standort wird die neue Location Area im VLR des zuständigen MSC registriert. Befindet sich dort noch kein Teilnehmerdatensatz, etwa weil die neue Location Area sich im Bereich eines anderen MSC befindet, wird zuerst der Teilnehmerdatensatz aus dem HLR heruntergeladen. Nach Registrierung des neuen Teilnehmerstandorts im VLR wird der zentrale Teilnehmerdatensatz im HLR entsprechend aktualisiert, indem die neue Location Area und ggf. die neue VLR-Adresse eingetragen wird.
Es gibt folgende Gründe für einen Location Update:
- Wechsel der Location Area
- nach einer vom Netzbetreiber vorgegebenen Zeit
- Einschalten des Mobiltelefons

## Telefongespräch
Wird der Mobilfunkteilnehmer angerufen, wird zuerst in seinem Teilnehmerdatensatz im HLR anhand der dort eingetragenen VLR-Adresse ermittelt, in welchem MSC-Bereich er sich befindet. Im MSC wird die Location Area aus den Teilnehmerdaten bestimmt und der Teilnehmer in allen Funkzellen der Location Area gesucht. Nach der Antwort des Mobilfunkgeräts kann dann das Telefongespräch aufgebaut werden.

## Begrifflichkeit
Ursprünglich wurde der Begriff des Location Updates ausschließlich in GSM-Mobilfunknetzen verwendet. Durch das Zusammenwachsen der unterschiedlichen Netzstandards mit Mobilfunkgeräten mit netzübergreifenden Interfaces, wird der Begriff heute auch in heterogenen Netzstrukturen verwendet.